# Gouvernement Lunda Bululu
Zaïre
Conseil exécutif Lukji
Le gouvernement Lunda Bululu a été un des gouvernements sous Mobutu Sese Seko, du 4 mai 1990 après la nomination de Vincent de Paul Lunda Bululu au poste de Premier ministre, jusqu’au 30 mars 1991. C’est le premier gouvernement dit « de transition », à la suite d'un mouvement de démocratisation qui précéda la Conférence nationale souveraine.

## Composition
- Premier ministre : Lunda Bululu

### Ministres
- Postes et Télécommunications : Placide Lengelo Muyangandu
- Ndondoboni Mobonda